# Stelis minipetala
Stelis minipetala là một loài thực vật có hoa trong họ Lan. Loài này được Dod miêu tả khoa học đầu tiên năm 1986.